# مقبره میرحیدر (گورخانه)

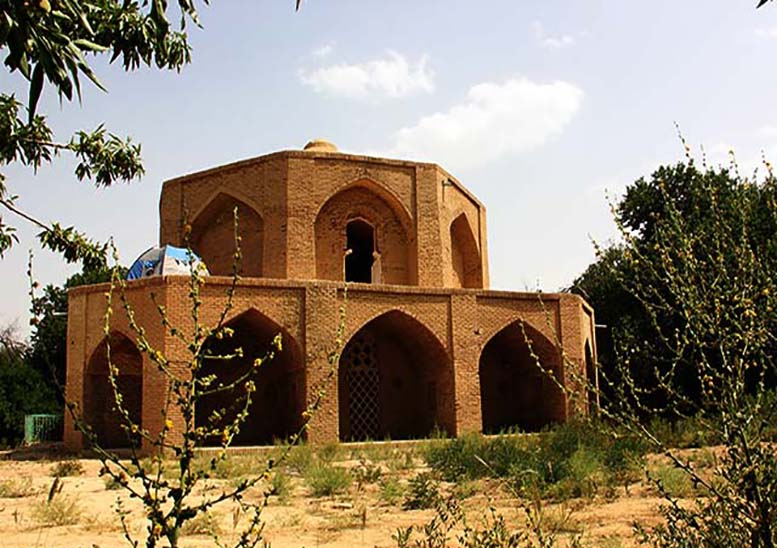

مقبره میرحیدر مهنی (گورخانه) بنایی مربوط به دورهٔ صفوی بوده و در منطقهٔ اسفندقه از توابع جیرفت قرار دارد.
نقشه گنبد از داخل چهارضلعی و در مراحل بعد این بنا دارای گنبد دو پوشه و چهار ورودی به سمت چهار جهت جغرافیایی و شامل ایوان‌هایی در داخل و خارج بنا است. ایوان‌های داخلی و گنبد با تزئینات هندسی شمسی و ستاره رنگی تزئین شده‌اند. تزئینات رنگی بنا نیز شامل رنگ قرمز در ایوان‌های داخلی و رنگ‌های قرمز و سبز در گنبد است.
درها و پنجره ها دارای تزئیناتی مشبک بوده اند اما این تزئینات به مرور زمان از بین رفته‌اند.
نمای خارجی بنا آجری بوده و به تازگی مرمت و بازسازی شده‌است. مطالب و یادبودهای متعددی در داخل بنا به خطوط خوش و ممتاز نستعلیق و نسخ نوشته شده‌است. داخل مقبره چند سنگ‌قبر مرمر نیز دیده می‌شود که مربوط به میرحیدر مهنی از عرفای عهد صفوی و یاران و نزدیکان وی است. این بنا دارای تزئینات گچ‌بری است و در فهرست آثار ملی ایران به ثبت رسیده‌است.